# Новые Беляры
Но́вые Беляры́ (укр. Нові Білярі) — посёлок в Одесском районе Одесской области Украины.

## История
В январе 1989 года численность населения составляла 2780 человек.
На 1 января 2013 года численность населения составляла 191 человек.